# Оксинитрид алюминия
Оксинитрид алюминия (AlON) — сплав оксида и нитрида алюминия. Выпускается в виде прозрачной керамической твердой массы под торговой маркой ALON™, патент США № 4520116. Прочнее чем закаленное стекло.

## Физические свойства
Температура плавления 2150 °C. Твердость по Моосу равна 9. 
Изделия, как правило, формируются путём прессовки порошка оксинитрида алюминия. Затем спекаются, путём нагревания в печи под давлением, и полируются до прозрачности. Полировка существенно повышает ударопрочность.

## Оптические свойства
- Показатель преломления: 1,78891
- Число Аббе: около 60
- Диапазон светопропускания: 0,25 — 4 мкм.

## Применение
Материал используется как важнейший наружный слой экспериментальной прозрачной брони которая разрабатывается ВВС США для окон бронированных машин.
Также применяется в качестве подложек для полупроводниковых интегральных микросхем, для изготовления осветительных приборов.